# فيليب بيرنبوم (مترجم)
فيليب بيرنبوم (بالإنجليزية: Philip Birnbaum)‏ هو مترجم بولندي وأمريكي، ولد في 30 مارس 1904 في كيلسي في بولندا، وتوفي في 1988.